# Мжачих, Алексей Васильевич
Алексей Васильевич Мжачих (род. 1935) — советский хоккеист, защитник. Мастер спорта СССР (1963).
Всю карьеру — 12 сезонов (1954/55 — 1965/66) в командах мастеров провёл в команде из Электростали. Девять сезонов (1954/55 — 1957/58, 1959/60 — 1963/64) отыграл в чемпионате СССР.
Старший брат Виктор играл на вратарской позиции в клубной команде Электростали, от участия в соревнованиях команд мастеров отказался.